# Калутара (Шри-Ланка)
Калутара (синг. කළුතර, там. களுத்துறை) — город, административный центр одноимённого округа в Западной провинции Шри-Ланки.
Калутара расположен в юго-западной части страны на берегу Лаккадивского моря Индийского океана, в устье реки Калу; население — 39 700 человек. Калутара вытянут вдоль побережья с севера на юг примерно на 5,5 км, вглубь острова уходит не более, чем на один километр. Мост длиной около полу-километра соединяет северную часть Калутара с южной часть города Кеселватта — это один из крупнейших путей сообщения между западной и южной частями страны. Есть две железнодорожные станции, через город проходит автомобильное шоссе A2. Есть футбольный клуб, крикетный клуб, стадион вместимостью 15 000 зрителей, тюрьма супермаксимальной безопасности.
Калутара был основан не позднее XI века. В XVII веке борьбу за контроль над регионом вели Португалия, Великобритания и Нидерланды. Исторически в городе выращивались кокосы, как для внутреннего потребления, так и на экспорт. Ныне город управляется городским советом.
В Калутара находятся 3 национальные школы (англ. Kalutara Vidyalaya National School, Тисса Сентрал и Kalutara Balika National School, работающая с 1942 года), 11 провинциальных, 2 полу-правительственные и 3 международные, колледж Святого Креста, а также филиал Открытого Университета Шри-Ланки.

## Достопримечательности
- Форт Калутара[англ.] — построен португальцами в 1622 году[9]. Последние руины форта исчезли с лица земли после постройки на этом месте буддийского храма Kalutara Chaitya в 1960-х годах[10].
- Kalutara Bodhiya — Дерево Бодхи (фикус священный)
- Буддийский храм Asokaramaya Buddhist Temple — построен бродячим монахом в середине 1870-х годов[11].
- В пещере Фа-Хьен (en:Fa Hien Cave) найдены древнейшие остатки анатомически современных людей (около 34000 лет назад) в Южной Азии[12].

## Галерея

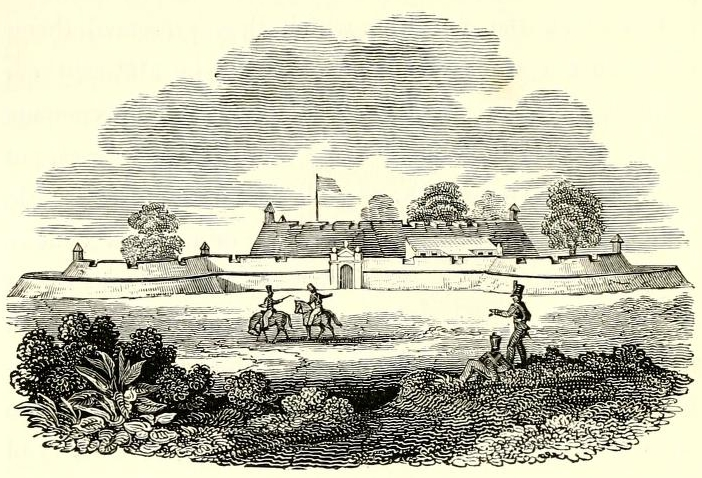
Форт Калутара[англ.], 1799
Школа Kalutara Vidyalaya National School
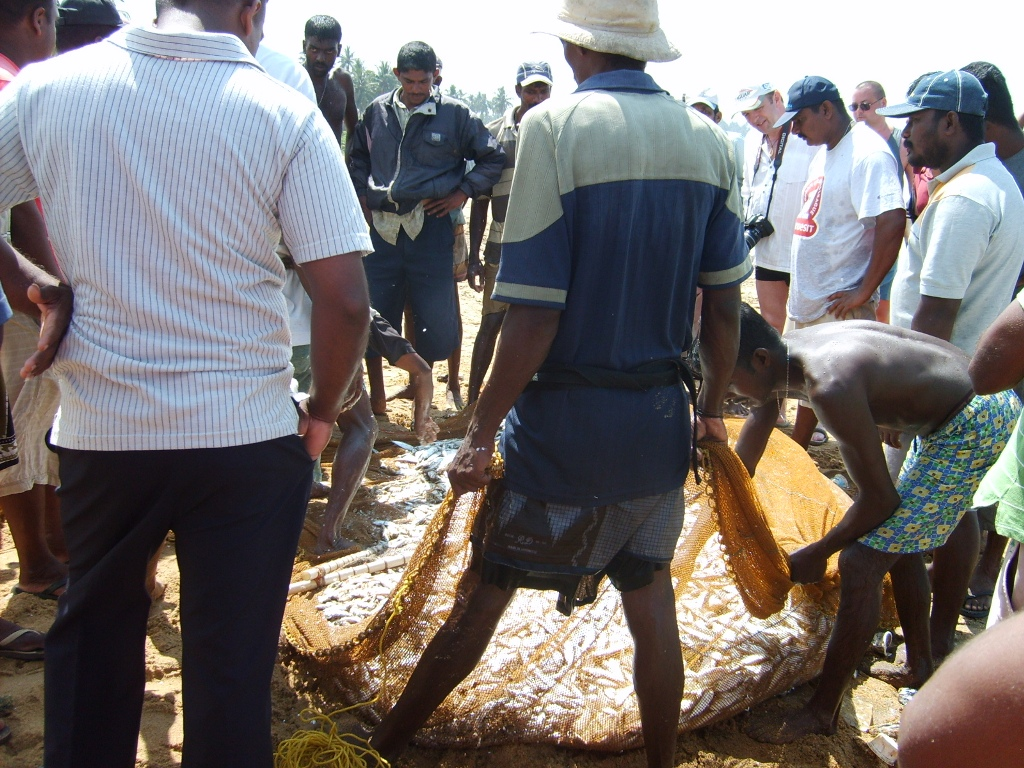
Рыбаки на городском пляже